# Pestimrei vasúti baleset
A pestimrei vasúti baleset a 142-es vasútvonal történetének legsúlyosabb szerencsétlensége, amelynek során egy Budapest felé tartó tehervonat és egy Lajosmizse felé közlekedő személyvonat ütközött össze frontálisan Budapest közigazgatási területén, Gyál felső megállóhely közelében. Az egy (más források szerint két) halálos áldozattal, igen jelentős anyagi kárral járó, hosszú üzemzavart okozó balesetet a figyelmetlenség, a forgalmat irányító vasutasok jelzéseinek félreértelmezése, egy rossz helyet megvilágító zöld fényű lámpa, illetve a vonatok fékezetlensége okozta.

## A baleset előzményei
1966. január 21-én este kifejezetten zord téli idő uralkodott Budapest déli területein. A -13 C°-os hideg és az enyhén szeles idő is hozzájárult ahhoz, hogy a baleset megtörténjen. Ezen az estén a városból kifelé tartó személyvonatokkal ellentétes irányban mozgó tehervonat is közlekedett a vasútvonalon. A Budapest felé tartó tehervonat a tervek szerint Pestimre állomáson találkozott volna a Lajosmizsére közlekedő személyvonattal.
A MÁV 2799-es számú tehervonata Ócsa állomásról indult útnak. A tehervonatot a Hámán Kató Fűtőház gőzmozdonya továbbította Budapestre. A vonatot Ócsán állították össze a kora esti órákban, a korszak követelményeinek megfelelően a vonat utolsó kocsiján zárfékező foglalt helyet. Az ő jelenléte azonban gyakorlatilag fölösleges volt, mivel a vonat utolsó néhány kocsiját a mozdonyvezető kérésére (a fékrendszert működtető kompresszor elégtelen teljesítménye és a hideg miatt várható műszaki problémák miatt) a fékrendszerből kiiktatták, ennek pedig később végzetes következménye lett.
Az ellenirányban közlekedő személyvonatot a ceglédi fűtőház mozdonya továbbította. A mozdony igen rossz műszaki állapotban volt, a szerelvény pedig a megszokottnál hosszabb volt. A Pestimre (később Pestszentimre) állomásra behaladó vonatot az állomás személyzete az előírások szerint fogadta. A személyvonat megállása után a kezdőponti váltókezelő jelezte, hogy a vonat utolsó kocsija az összezárási határon kívül állt meg és félő, hogy az ellenirányban áthaladó tehervonat ezt az utolsó kocsit elsodorja majd. Az állomási szolgálattevő ezért a forgalmi iroda előtti kis térre lépett és lámpájával a mozdony irányába előrébb jelzést adott. A vonat hamarosan megmozdult. Az állomás személyzete megriadva vette észre, hogy a vonat nemcsak előrébb húz, hanem sebességét egyre fokozva Gyál felé el is hagyja az állomást. A végponti váltókezelő hiába kiáltotta fel a mozdonyra az azonnali megállásra vonatkozó utasítást, a mozdony elhaladt mellette.
A vonat kihaladását észlelve a pestimrei szolgálattevő kétségbeesve hívta fel a gyáli forgalmi irodát kérve, hogy a Budapest felé tartó tehervonatot állítsák meg. A tehervonat éppen abban a percben haladt át a gyáli állomáson. A gyáli forgalmista utasította a pestimrei oldalon szolgálatot teljesítő váltókezelőt, hogy a vonatra kiabálja fel a megállásra vonatkozó utasítást. A váltókezelő az utasítást sikerrel teljesítette: az utolsó teherkocsin elhelyezkedő zárfékező visszajelezte, hogy meghúzta a vészféket. A vészfék azonban hatástalan maradt, hiszen a tehervonat utolsó kocsijait a vonat fékrendszeréből még Ócsán kiiktatták.
A Pestimre és Gyál állomások között egymás felé tartó vonatok megállítására a korszak technikai szintjén a forgalmat irányító személyzetnek nem volt már lehetősége. A két mozdony személyzete ugyan még észrevehette volna a szemből közeledő járművet, ám a személyzetet a rossz technikai állapotban lévő gép és az összefagyott szén csákányozása kötötte le.

## Az ütközés
A két mozdony személyzete körülbelül 100 méter távolságból észlelte az ellenirányból érkező járművet. A mozdonyvezetők már hiába hozták működésbe a fékeket, azok már nem tudtak elégséges hatást kifejteni. A két vonat Gyál felső megállóhelytől néhány száz méterre, már Budapest közigazgatási területén összeütközött. Az ütközéskor mindkét vonat mozdonya kisiklott és súlyosan megrongálódott. A tehervonat vonatvezetője az ütközés helyszínén belehalt sérüléseibe. Megsérült a MÁV további hat munkatársa, illetve a személyvonat 13 utasa is. Teljesen összeroncsolódott a tehervonat három kocsija, további három kisiklott és az árokba borult, 11 teherkocsi pedig megrongálódott. A személyvonat vagonjai is megsérültek.
A baleset után a sérülteket az összes elérhető eszköz segítségével igyekeztek orvosi ellátáshoz juttatni. Kórházba juttatásukban a BKV egyik busza is részt vett, ezt az egyik vasutas intette le. A pályát csak másnap reggelre sikerült megtisztítani a roncsoktól. A megrongálódott távközlési hálózatot és síneket szintén másnap reggelre állították helyre.

## A baleset okainak vizsgálata
A baleset okainak vizsgálatakor számos kérdés fogalmazódott meg. Ezek közül talán a legfontosabb az volt, hogy miért indult el a személyvonat Pestimre állomásról engedély nélkül.
A személyvonat vonatvezetőjének vallomásából kiderült, hogy a vonat megállásakor nem közölték velük, hogy meg kell várniuk a szemből érkező tehervonatot. A vonatvezető megvárta, míg a vonat az állomáson eltölti az előírásszerű egyperces tartózkodását, majd vonatkísérők a helyükre jelzést adott a sípjával. Ugyanakkor tekintetével kereste az állomási szolgálattevőt, de a vonatból gomolygó gőz és az állomáson tartózkodó emberek miatt csak nehezen tudta megpillantani. Végül sikerült megpillantania a kihaladást engedélyező jelző zöld fényt, a vonat pedig elindult. Hasonló vallomást tett a személyvonat mozdonyvezetője is, aki a peronon haladó emberek és a vonat melletti gőzpamacsok miatt nem látta a forgalmi szolgálattevőt. A vonatot elmondása szerint azért indította el, mert a vonatvezető erre vonatkozó jelzést adott.
Fontos vizsgálandó kérdés volt, hogy miként pillanthatott meg a vonatvezető zöld fényjelzést. A forgalmi szolgálattevő saját bevallása szerint fehér fénnyel adott „előrébb!” jelzést a mozdony irányában és a balesetet vizsgáló bizottság is fehér üveget talált a szolgálati lámpában. Az üveget azonban a szolgálattevő később is kicserélhette. Később megtalálni vélték a magyarázatot. A vonatvezető az állomás zöld neonfénnyel kivilágított névtáblájának földre vetült fényét pillanthatta meg a gőzön keresztül és ezt vélte szabad jelzésnek.
A vizsgálat választ keresett arra is, hogy miért rohant egymásba gyakorlatilag fékezés nélkül a két vonat. Gyál és Pestimre között a pálya egyetlen enyhe ívtől eltekintve egyenes, végig jól belátható, a két vonat személyzetének már messziről észre kellett volna vennie egymást. A kérdésre két magyarázat is felmerült. Az egyik szerint a mozdonyok rossz műszaki állapotával való küzdelem annyira lekötötte a vonatok személyzetét, hogy nem hajoltak ki a mozdonyból a kellemetlenül hideg éjszakába a pályát és a jelzéseket megfigyelni. A másik magyarázat szerint ha ki is tekintettek volna, akkor sem volt sok esélyük észlelni az ellenirányból érkező vasúti járművet. Ennek oka az volt, hogy Pestimre és Gyál között a vasútvonal egy gyorsan urbanizálódó területen fut keresztül, ráadásul egy forgalmas közúttal párhuzamosan. A hideg menetszélben hunyorogva vélhetően nem lehet jól megkülönböztetni a vasúti járművek világítását az utcai lámpák, közúti járművek és lakások világításától.

## Ítéletek, következmények
A balesetvizsgáló bizottság a balesetet előidéző vétkesekként a vonatok személyzetét nevezte meg. Alig három hónappal az események után a személyvonat vonatvezetője 32 hónap börtönbüntetést kapott, mozdonyvezetőjét pedig 4 év letöltendő börtönbüntetésre ítélték. A személyvonat mozdonyán dolgozó fűtő egy év felfüggesztett börtönbüntetést kapott.